# 羅定市
羅定市（らていし）は中華人民共和国広東省雲浮市に位置する県級市。

## 地理
羅定市は広東省西部、南江流域に位置している。

## 歴史
589年（開皇9年）、隋により設置された平原県を前身とする。598年（開皇18年）、平原県は滝水県と改称された。1577年（万暦5年）、明により滝水県は羅定直隷州に昇格した。
中華民国が成立すると1912年に羅定県が設置され、1993年4月5日に県級市に昇格し現在に至る。

## 行政区画
4街道、17鎮を管轄する
- 街道
  - 羅城街道、素竜街道、附城街道、双東鎮街道
- 鎮
  - 羅鏡鎮、太平鎮、分界鎮、羅平鎮、船歩鎮、䓣塘鎮、苹塘鎮、金鶏鎮、囲底鎮、華石鎮、榃浜鎮、黎少鎮、生江鎮、連州鎮、泗綸鎮、加益鎮、竜湾鎮

## 出身者
- 蔡廷鍇 - 中華民国の軍人、中華人民共和国の政治家。国民革命軍第19路軍軍長。第一次上海事変で日本軍と交戦した。
- 張嘉年--香港の俳優, が映画のメインキャストです：suk suk

鄧俊傑--香港の男性歴史家、彼の研究対象は学者（湛若水）の哲学です。
胡偉頌：台北市「広東文学」の特別著者, 男性
羅定市の華僑華人, 香港、マカオ、台湾の居住者: 
現在、米国、英国、カナダ、オーストラリア、東南アジア、その他の祖先が羅定である国々から、20万人近くの海外の中国人と香港、マカオ、台湾の居住者がいます。